# Partit Verd d'Anglaterra i Gal·les
Partit Verd d'Anglaterra i Gal·les (gal·lès Plaid Werdd Cymru a Lloegr) és un partit polític ecologista britànic fundat el 1973. Té un representant a Westminster, i també té representació al Parlament europeu i a nivell local. Té bona relació amb el Partit Verd Escocès i amb el Partit Verd d'Irlanda del Nord. El seu cap és Caroline Lucas.

## Ideari
De manera paral·lela a altres grups ecologistes i ambientalistes, ha promogut un manifest per a una societat sostenible. També s'oposen als experiments amb animals i a la mutació genètica dels aliments, alhora que dona suport la ratificació del conveni de Kyoto i s'oposa a l'ús de l'energia nuclear. També manté marges de representació interna a diversos col·lectius, com el LGTB

## Història
Fou fundat el 1973 com a PEOPLE Party, el 1975 canvià el nom per Ecologic Party, el 1985 per Green Party i el 1990 adoptà el nom actual. A les eleccions europees de 1999 va obtenir 2 eurodiputats (Caroline Lucas i Jean Lambert), que ha mantingut a les eleccions europees de 2004.
No han tingut èxit en les eleccions a l'Assemblea Nacional de Gal·les de 2007, ni a les eleccions al Parlament del Regne Unit de 2005, a les que no va obtenir cap escó, però sí a les de l'Assemblea del Gran Londres, on tenen 2 de 25 membres (Darren Johnson i Jenny Jones). A les eleccions de 2005 van obtenir 281.750 vots, i Keith Taylor va treure el 22% a Brighton Pavilion. A les eleccions locals de 2008 va obtenir 116 regidors (cinc més dels que ja tenia), i mantenen una representació significativa a Brighton, Lancaster (on governen en coalició amb laboristes i liberal demòcrates), Norwich, Lewisham i Oxford, així com al comtat d'Oxford.